# Romulus, Remus et Khaleesi
Romulus, Remus et Khaleesi sont trois loups gris génétiquement modifiés nés en octobre 2024 et janvier 2025 dans le cadre d'un projet de désextinction expérimentale de l'espèce disparue Aenocyon dirus, mené par l'entreprise américaine de biotechnologie Colossal Biosciences. Bien qu'ils présentent des caractéristiques physiques inspirées du peu que l'on sait d'Aenocyon dirus, ces individus n'appartiennent pas à cette espèce puisque ce sont des organismes créés à partir de loups gris dont le génome a été très partiellement modifié pour se rapprocher de certains gènes identifiés dans l'ADN fossile de A. dirus. De plus, les deux espèces ont évolué séparément depuis 5,7 millions d'années.
Leur naissance est annoncée en avril 2025.
Ce projet soulève de nombreuses questions scientifiques, éthiques et écologiques quant à la nature de ces animaux, leur rôle potentiel dans les écosystèmes contemporains et les limites de la biotechnologie dans le domaine de la conservation.

## Contexte biologique

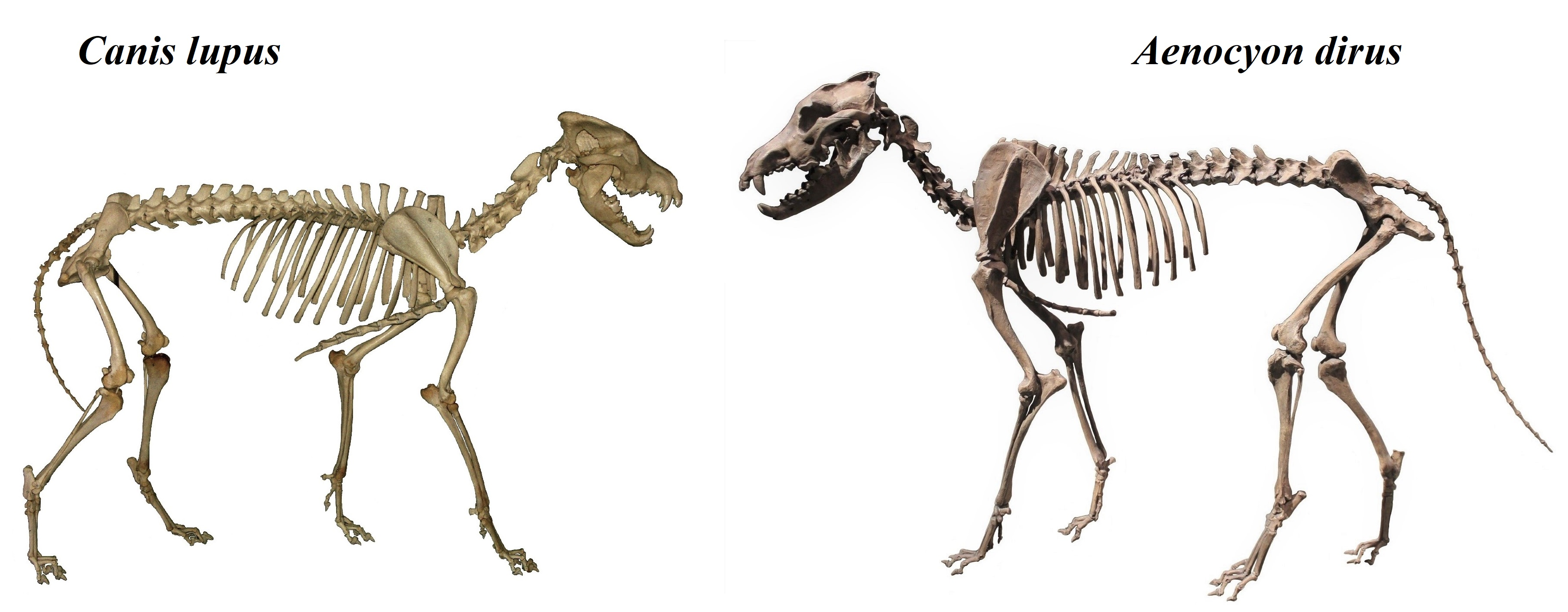
Comparaison entre le squelette du Loup gris (Canis lupus), à gauche, et celui du « Loup terrible » (Aenocyon dirus), à droite.

Aenocyon dirus est une espèce éteinte de canidés ayant vécu en Amérique du Nord pendant environ deux millions d'années, jusqu'à sa disparition à la fin de la dernière période glaciaire, il y a environ 12 000 ans. Ce superprédateur possédait une carrure massive, des mâchoires robustes et des dents adaptées à la prédation de grands mammifères herbivores comme les bisons ou les jeunes mammouths.
Bien qu'il ressemble morphologiquement au loup gris (Canis lupus), A. dirus appartenait à une lignée génétique distincte, plus proche du coyote (Canis latrans) ou du renard gris (Urocyon cinereoargenteus). Sa ressemblance avec le loup gris est due à un phénomène de convergence évolutive. A. dirus a longtemps été désigné sous le nom de Canis dirus. Mais une étude de 2020 suggère que l'éloignement génétique entre les deux espèces est tel que le loup sinistre ne serait même pas un « loup » (genre Canis), mais appartiendrait à un genre différent et typiquement américain, Aenocyon. Les deux espèces n'ont connu aucun échange de flux génétique depuis 5,7 millions d'années et résultent donc d'une longue évolution séparée.

## Reconstitution génétique

### ADN fossile et comparaison
Le projet de Colossal Biosciences s'appuie sur l'analyse de l'ADN de deux fossiles de Aenocyon : une dent vieille de 13 000 ans et un crâne datant de 72 000 ans. Ces échantillons ont permis de reconstituer partiellement le génome de l'espèce.
La comparaison avec des canidés actuels a permis d'identifier quatorze gènes présentant vingt mutations associées aux traits spécifiques connus du loup géant : grande taille, pelage dense, dents hypertrophiées, vocalisations gutturales.

### Génie génétique
Ces mutations ont été introduites dans des cellules de loups gris modernes grâce à la technologie des « ciseaux moléculaires »  CRISPR-Cas9, pour créer ce que les chercheurs appellent des « cellules de loup géant », bien qu'elles restent essentiellement issues du patrimoine génétique de Canis lupus.
Les noyaux modifiés ont ensuite été transférés dans des ovules énucléés de loup gris, fécondés et cultivés jusqu'au stade embryonnaire.

### Individus créés
Trois des embryons ont été transplantés dans des chiennes porteuses qui ont donné naissance à :
- Romulus et Remus, deux mâles, nés par césarienne le 1er octobre 2024 ; leur nom est celui des mythiques fondateurs de Rome qui, selon la légende, auraient été allaités par une louve ;
- Khaleesi, une femelle, née le 30 janvier 2025. Son nom est tiré de la saga littéraire Le Trône de fer et de son adaptation télévisuelle Game of Thrones dans lesquels apparaissent des Direwolves[Note 1]. Ce terme rappelle celui de dire wolf, le nom anglais de Aenocyon dirus. L'auteur de la série, George R. R. Martin est d'ailleurs conseiller culturel et un des investisseurs de Colossal Biosciences[4].

Ces animaux présentent des caractéristiques physiques et comportementales se rapprochant de ce que l'équipe de Colossal imagine avoir été ceux des Aenocyon, mais il s'agit bien de loups gris génétiquement modifiés — des chimères partiellement inspirées d'un génome disparu, et non de véritables représentants de l'espèce éteinte. L'entreprise reconnaît d'ailleurs que ces individus ont seulement l'apparence de leur modèle : Beth Shapiro, la directrice scientifique de Colossal Biosciences, déclare que son équipe utilise « le concept d'espèce morphologique. S'ils ressemblent à cet animal, alors ils sont cet animal ».
Toutefois, de l'aveu même des scientifiques qui conseillent Colossal, « Il n'y a aucune chance que le loup sinistre ait jamais ressemblé à ça », et certaines modifications comme le pelage blanc avaient pour principal but d'impressionner les médias et de rapprocher les animaux obtenus de ceux qu'on voit dans la série Game of Thrones.
Selon Ben Novak, de l'organisation « Revive & Restore », « Le loup sinistre correspond parfaitement au modèle de désextinction de Jurassic Park ». Ces animaux présentent les caractéristiques d'espèces éteintes et ne présentent aucun intérêt pour les écosystèmes sauvages actuels : « Ce n'est que pour le spectacle ». De même pour Tom Gilbert, généticien de l'évolution à l'université de Copenhague et conseiller scientifique chez Colossal, « C'est un chien avec 20 modifications. [...] Si vous publiez des descriptions qui peuvent être si facilement falsifiées, vous risquez de nuire à la réputation de la science ».
En juin 2025, Romulus et Remus pèsent environ 40 kg, soit environ 20 % de plus qu'un loup gris standard du même âge, et Khaleesi pèse environ 40 kg. Ils vivent dans une réserve écologique de 800 hectares entourée d'un haut mur, sous surveillance scientifique constante.

## Finalités et débats

### Objectifs du projet
Colossal Biosciences présente ce projet comme une démonstration de faisabilité dans le domaine de la désextinction. L'entreprise affirme que ces technologies pourraient être utilisées pour la conservation des espèces menacées, la restauration d'écosystèmes et la lutte contre les effets du changement climatique.
Elle travaille également sur des projets similaires, notamment la résurrection du mammouth laineux d'ici à 2028, et la conservation du loup rouge, une espèce nord-américaine en danger critique.

### Questions scientifiques et éthiques
La naissance de Romulus, Remus et Khaleesi suscite plusieurs interrogations. Ces animaux, génétiquement modifiés, peuvent-ils être considérés comme des représentants d'une espèce disparue ? Quelle place leur accorder dans un écosystème contemporain ? Quels risques biologiques, écologiques ou éthiques découlent de cette manipulation génétique ?
De nombreux scientifiques soulignent que ces créations sont des reconstructions approximatives qui ne reflètent pas nécessairement la complexité génétique ou comportementale d'un véritable Aenocyon dirus,.